# Inter City Midweek Football League
Ne doit pas être confondu avec Inter City Football League.
L'Inter City Midweek Football League (ou simplement Inter City Midweek League) est une compétition de football organisée une seule fois en Écosse en 1912-1913. Cette compétition venait en complément du championnat d'Écosse organisé par la Scottish Football League, dans le but d'augmenter le nombre de matches disputés et ainsi les recettes de billetterie. 
Cette ligue a été formée pour offrir des matches le mercredi (d'où son nom), jour habituel de congés des commerçants en Écosse, et donc attirer au stade cette clientèle qui travaille le samedi.

## Membres
- Aberdeen
- Celtic
- Dundee
- Heart of Midlothian
- Hibernian
- Rangers

## Classement et Résultats
| Rang | Équipe              | Pts | J | G | N | P | Bp | Bc | Diff |  | Résultats (▼ dom., ► ext.) | Aber | Celt | Dund | Hear | Hibs | Rang |
| ---- | ------------------- | --- | - | - | - | - | -- | -- | ---- |  | -------------------------- | ---- | ---- | ---- | ---- | ---- | ---- |
| 1    | Rangers             | 6   | 4 | 3 | 0 | 1 | 11 | 6  | +5   |  | Aberdeen                   |      | X    | X    | 3-2  | 0-2  | X    |
| 2    | Dundee              | 5   | 4 | 2 | 1 | 1 | 8  | 5  | +3   |  | Celtic                     | X    |      | 0-2  | X    | X    | X    |
| 3    | Hibernian           | 4   | 4 | 2 | 0 | 2 | 7  | 5  | +2   |  | Dundee                     | X    | 1-1  |      | 3-1  | X    | X    |
| 4    | Aberdeen            | 4   | 4 | 2 | 0 | 2 | 7  | 10 | -3   |  | Heart of Midlothian        | 1-0  | X    | X    |      | X    | 3-0  |
| 5    | Celtic              | 3   | 4 | 1 | 1 | 2 | 4  | 9  | -5   |  | Hibernian                  | X    | 2-3  | X    | 2-0  |      | X    |
| 6    | Heart of Midlothian | 4   | 4 | 1 | 0 | 3 | 5  | 7  | -2   |  | Rangers                    | 5-2  | 4-0  | X    | X    | 2-1  |      |